# Трпиња
Трпиња је насељено место и седиште истоимене општине у западном Срему, у северном делу Вуковарско-сремске жупаније, Република Хрватска. Према прелиминарним резултатима пописа из 2021. у општини је живело 4.166 становника, а у самом насељу је живело 1.120 становника.

## Становништво
На попису становништва 2011. године, општина Трпиња је имала 5.572 становника, од чега у самој Трпињи 1.516.

### Етнички састав општине, 2011.
По попису из 2011. године, у месту живи 1.516 становника. Општина Трпиња има 5.572 становника, а већину чине Срби.
| Попис 2011.‍       | Попис 2011.‍       | Попис 2011.‍ | Попис 2011.‍ | Попис 2011.‍ |
| ----------------- | ----------------- | ----------- | ----------- | ----------- |
|                   |                   |             |             |             |
| Срби              | Срби              |             | 5.001       | 89,75%      |
| Хрвати            | Хрвати            |             | 409         | 7,34%       |
| Остали            | Остали            |             | 105         | 1,89%       |
| Нису се изјаснили | Нису се изјаснили |             | 57          | 1,02%       |
| укупно: 5.572     |                   |             |             |             |

## Попис 2001.
Према попису из 2001. године општина Трпиња има 6.466 становника. Становништво је већински српско (око 89%). Остали су Хрвати, Мађари и др. Према истом том попису у самом месту Трпињи има 1.837 становника, од чега је око 97% српске националности.

## Попис 1991.
На попису становништва 1991. године, насељено место Трпиња је имало 2.171 становника, следећег националног састава:
| Попис 1991.‍   | Попис 1991.‍  | Попис 1991.‍ | Попис 1991.‍ | Попис 1991.‍ |
| ------------- | ------------ | ----------- | ----------- | ----------- |
|               |              |             |             |             |
| Срби          | Срби         |             | 1.953       | 89,95%      |
| Хрвати        | Хрвати       |             | 73          | 3,36%       |
| Југословени   | Југословени  |             | 62          | 2,85%       |
| Роми          | Роми         |             | 3           | 0,13%       |
| Русини        | Русини       |             | 2           | 0,09%       |
| Мађари        | Мађари       |             | 1           | 0,04%       |
| Украјинци     | Украјинци    |             | 1           | 0,04%       |
| неопредељени  | неопредељени |             | 14          | 0,64%       |
| непознато     | непознато    |             | 62          | 2,85%       |
| укупно: 2.171 |              |             |             |             |

## Историја
Име Трпиње први пут се спомиње 1329. године и то у једном мађарском документу који се чува у Будимпешти. Историчари тврде да је Трпиња била у власништву нижег племства и да је таква остала све до доласка Турака. Почетком 14. века у Трпињи су забележене две гране исте породице. У једну од њих као зет ступио је извесни Берислав Бошњак. Потомци Мартина бана имали су у свом поседу неколико села, међу којима је била записана и Велика Трпиња.
Племић Никола из племена Сенте-Магоч поседовао је и село Словенску Трпињу. Из свега тога се може закључити да су постојале чак три Трпиње – Велика, Мала и Словенска, међутим могуће је да се једна од прве две звала и тим трећим називом — Словенска. Касније је уведен још један назив, Старо село. Тај део трпињског атара налази се источно од садашње Трпиње, према Даљу.
Околина Трпиње је била богата археолошким ископинама. У трпињском атару Церић је пронађена велика гробница. На основу тога се закључивало да је у близини гробља било и насеље. Међутим постоје и тврдње да су у ту гробницу сахрањени погинули војници после неке значајније битке, која се наводно одиграла у трпињском атару. Археолошке ископине поуздано говоре у прилог тврдњама да је око садашње Трпиње било неколико насеља.
Турци су продрли у Срем 1536. године, где су господарили до 1691. године. Однос Турака према домаћем становништву и народима који су досељавали на ово подручје се мењао и био је различит.
Крајем 16. и почетком 17. века на леву страну Вуке Турци су почели досељавати влашки православни живаљ, који им је био потребан за посаде у њиховим тврђавама у Вуковару, Даљу и Осијеку. Досељени православци насељавају напуштена села: Трпињу, Боботу, Бршадин, Пачетин, Веру, Клису, Борово, Ловас, Кечину, Церић и Љесково. Већи део тих досељеника преведен је у кметски положај, у коме остаје све до протеривања Турака.
У Трпињи је при крају турске владавине било 30 српских кућа, чији се живаљ 1687. године разбежао, па је село остало неколико година пусто. После 1697. године, у новим сеобама Срба под патријархом Арсенијем Чарнојевићем, Трпиња бива поново насељена. Досељеници долазе из разних крајева, а највише из Барање, Босне, Мачве, Црне Горе и Херцеговине, те нешто из западне Славоније. Након овог насељења више се не спомињу Велика и Мала Трпиња, већ у документима пише само Трпиња.
Према попису становништва из 1732. године Трпиња је имала 109 српских породица.
Црква се почела градити 1750. а завршена је 1755. године. Прва школа у Трпињи је утемељена 1776. године. Године 1859. у Трпињи је постојала фабрика за предење свиле. По попису становништва из 1882. године Трпиња броји око 1.800 душа са 400 домова. Место је 1885. године било у Даљском изборном срезу са 1520 становника. Становници су Срби православне вере, изузев 2-3 породице римо-католичке вере.
Почетком Првог светског рата младићи из Трпиње почели су одлазити на фронт са којег се многи нису вратили. Године рата узимале су немилосрдно свој крвави данак, у Трпињи су завладале немаштина и болести, као и бројне забране које је прописала тадашња држава. У периоду од 8. 11. 1914. до 14. 4. 1916. године мештани Трпиње су били домаћини евакуираном становништву сремског села Јакова.
У Другом светском рату, у девет славонских бригада се борило 452 Трпињца, од којих је погинуло 75 бораца. Усташе су 170 Рома из Трпиње одвели у Јасеновац 1942. године, од којих се нико није вратио.

## Покатоличавање православних у Трпињи
У селу Трпињу вуковарски срез, у јесен 1941. године фра Грга, капуцинер из Осијека са још двојицом фрањеваца из Вуковара дошли су да изврше покатоличавање православних у овом месту.
Преко добошара позвани су сви становници села да дођу у католичку цркву „али осим школске деце нико од одраслих није хтео да уђе не само у цркву него ни у порту. Сви остали су остали на друму пред крстом и општином и никакве претње нису их могле да присиле да уђу у цркву. Видећи своју немоћ фра Грга је у цркви обавио неки обред над децом и изашавши из цркве са шкропилицом пошкропио је према људима и рекао им „Драги моји од данас сте сви чланови римокатоличке цркве“.
Према попису становништва 1981. године Трпиња је имала 2.243 становника.
До почетка грађанског рата и распада СФРЈ, Трпиња се налазила у саставу општине Вуковар, да би након реинтеграције у Републику Хрватску Трпиња постала независна општина.

## Познате личности
- Јосиф Миловук (1793-1850), секретар и један од оснивача Матице српске
- Катарина Богдановић (1885-1969), књижевник
- Славко Докмановић (1949-1998), инжењер и градоначелник Вуковара
- Спасоје Вукотић (1890-1981), теолог, књижевник и преводилац
- Теодор пл. Миковић (1828-1906), свештеник и посланик у Хрватском сабору
- Јован Перајлић (1952-1996), певач староградске музике

## Спорт
- Фудбалски Клуб Синђелић Трпиња
- Шах клуб Трпиња